# Quinchamalium hoppii
Quinchamalium hoppii är en tvåhjärtbladig växtart som beskrevs av Pilger. Quinchamalium hoppii ingår i släktet Quinchamalium och familjen Schoepfiaceae. Inga underarter finns listade i Catalogue of Life.